# Mirajancadaque
Mirajancadaque ou Mirajancaxaque (em árabe: مهرجانقذق; romaniz.: Mihrajanqadhaq ou Mihrajan Qashaq; em persa médio: Mihragan-kadag) foi um distrito e província do Jibal Ocidental, nas bordas do moderno Iraque, no começo da Idade Média. Sua capital era a cidade de Saimará. Vários geógrafos árabes notaram que o distrito era fértil e populoso. Pelo século XIV, a cidade de Saimará estava caindo em ruínas e agora está deserta.